# Paul Halter (résistant)
Pour les articles homonymes, voir Paul Halter et Halter.
Paul, baron Halter, né le 10 octobre 1920[réf. nécessaire] dans le quartier Plainpalais à Genève (Suisse) et mort le 30 mars 2013 à Molenbeek-Saint-Jean est un résistant et déporté juif, belge par naturalisation de ses parents.

## Biographie
Dès l’âge de 15 ans, Paul Halter devient dirigeant des Faucons rouges, les « scouts » socialistes et reste à leur tête jusqu'à son arrestation en juin 1943. En 1940, il organise la Résistance à l'Université libre de Bruxelles ainsi que les cours clandestins qui vont permettre aux étudiants de poursuivre leur apprentissage. Un an après, il entre en résistance dans l'Armée belge des partisans où il est très vite commandant de corps.
En mai 1943, il prend part au sauvetage de quatorze enfants juifs vivant clandestinement dans le couvent de la charité du très saint Sauveur d'Anderlecht. Ayant appris fortuitement, le 20 mai 1943, que la Gestapo raflerait les enfants le lendemain, Paul Halter, Bernard Fenerberg et  Tobie Cymberknopf aidés de Floris Desmedt, Andrée Ermel, Jankiel Parancevitch, organisent leur évasion. Pour éviter les représailles, la mère supérieure est ligotée et enfermée dans une armoire. Les quatorze fillettes survécurent à la guerre. Paul Halter et Bernard Fenerberg furent déclarés Mensch de l'année 2009 par le CCLJ pour ce sauvetage.
Arrêté en juin 1943, il est écroué à la prison de Saint Gilles puis déporté à Auschwitz jusqu'à la libération du camp. Il rejoint alors l'armée rouge à Lublin via Cracovie et rejoint Odessa.
Il a été président de la Fondation Auschwitz depuis 1980. Cette association vise à intégrer la mémoire des crimes perpétrés par les nazis dans la conscience historique contemporaine et prévenir ainsi la résurgence des idéologies ou des régimes qui foulent aux pieds la dignité et les libertés humaines.
Paul Halter est resté actif jusqu’au bout à la tête de la Fondation Auschwitz, dans le respect de la libre pensée et de ses convictions philosophiques.

## Distinctions
- Officier de l'ordre de Léopold II avec deux glaives croisés
- Croix de guerre 1940 avec palme
- Médaille de la résistance 1940-1945
- Médaille du volontaire de guerre combattant 40-45
- Croix du prisonnier politique 1940-1945
- Croix d'Auschwitz (Pologne)
- Mensch de l'année 2009 (CCLJ)

Il fut élevé au rang de baron par le roi Albert II de Belgique en 1996. Sa devise est Honneur Devoir Équité.